# Icon (альбом Paradise Lost)
Icon (с англ. — «Икона») — четвёртый студийный альбом британской дум-метал группы Paradise Lost, выпущенный 28 сентября 1993 году лейблом Music for Nations.
На данном релизе участники группы отходят от привычного в ранних работах дэт/дум звучания: именно с альбома Icon вокалист Ник Холмс стал петь мелодично на постоянной основе. Явление Icon в массы было названо «вехой в метал-музыке», и считается коммерческим прорывом для группы. Также этот релиз стал последним, в записи которого принимал участие барабанщик Мэтью Арчер как участник группы Paradise Lost.

## Об альбоме

### Тексты песен
Песня «Shallow Seasons» была вдохновлёна студентами, которые вели себя преувеличенно правильно во время учёбы, чтобы в период семестровых каникул вдруг употреблять наркотики либо носить обувь фирмы Dr. Martens: «Я терпеть не могу такого переменчивого отношения, но ты бы не стал вчитываться в текст этой песни, потому что в ней совершенно другая тема». Другие песни на альбоме связаны с чувством «неуверенной веры в Бога» вокалиста или даже с чувством злобы.

### Музыка
На Icon участники Paradise Lost продолжили развивать стиль, который теперь называется в специализированной прессе готическим металом. Вокалист Ник Холмс, в отличие от предыдущего альбома Shades of God, больше не использовал гроулинг; на его месте Холмс стал издавать хриплый голос, который даже в ретроспективе самого вокалиста сравнивали с Джеймсом Хетфилдом из группы Metallica, однако это сходство не было преднамеренным.

Paradise Lost музыкально продвинулись в прошлом году так, что моё хрюкающее пение полностью уничтожило бы это развитие в позитивном ключе. Кроме того, мне самому уже было невесело; это слишком однообразно для меня, и вы не сможете продолжать это делать всю свою карьеру. Я не могу петь, как Джефф Тейт из Queensrÿche, и я сомневаюсь, что мы станем ещё более коммерческими, но мы должны были сделать этот шаг.— Из интервью с Ником Холмсом для журнала Rock Hard, сентябрь 1993 год
Стилистически также было подчёркнуто сходство вокала Холмса с григорианским пением, а ведущая гитара Грегора Макинтоша была названа «барокко-металом». Сама же группа охарактеризовала своё звучание на альбоме как «церковный хорал»: струнные в «Embers Fire», барабаны и классические инструменты в аутро-композиции «Deus Misereatur» (которая представляет собой параллель с композицией «Disolate» с альбома Gothic), а также женское пение Дениз Бернар в «Christendom». В «Colossal Rains» группа использовала семплы, которые содержат обрывки речи и крики толпы. Песни по длительности на Icon стали немного короче, чем на предыдущей пластинке, и в целом считаются более рок- и «массово совместимыми».
Продюсером на Icon, как и на предыдущей пластинке Shades of God, стал Саймон Эфеми, чьё производство рассматривается как что-то более тёплое, атмосферное и плотное, чем на прошлой записи группы, констатируются потери «в точке мрачности и тяжести».

## Художественное оформление
Paradise Lost сознательно отказались от повторного сотрудничества с дизайнером Дэйвом Маккином, который разработал обложку альбома Shades of God, так как слишком много других метал-групп вскоре стали работать с ним. Вместо этого обязанность разработки дизайна была оставлена лондонскому агентству Stylorouge, которое раннее работало с такими исполнителями, как Pink Floyd и Siouxsie and the Banshees. На этом альбоме появляется новая версия логотипа группы со слегка «изнеженными» заглавными буквами, которую будут использовать вплоть до альбома One Second (1997 г.).

## Список композиций
Все тексты написаны Ником Холмсом, вся музыка написана Грегором Макинтошом.
| №                   | Название                | Длительность |
| ------------------- | ----------------------- | ------------ |
| 1.                  | «Embers Fire»           | 4:44         |
| 2.                  | «Remembrance»           | 3:26         |
| 3.                  | «Forging Sympathy»      | 4:44         |
| 4.                  | «Joys of the Emptiness» | 3:29         |
| 5.                  | «Dying Freedom»         | 3:44         |
| 6.                  | «Widow»                 | 3:05         |
| 7.                  | «Colossal Rains»        | 4:36         |
| 8.                  | «Weeping Words»         | 3:51         |
| 9.                  | «Poison»                | 3:00         |
| 10.                 | «True Belief»           | 4:30         |
| 11.                 | «Shallow Seasons»       | 4:56         |
| 12.                 | «Christendom»           | 4:31         |
| 13.                 | «Deus Misereatur»       | 1:56         |
| Общая длительность: | Общая длительность:     | 50:32        |

| №                   | Название                   | Длительность |
| ------------------- | -------------------------- | ------------ |
| 14.                 | «Sweetness»                | 5:34         |
| 15.                 | «Your Hand in Mine» (Live) | 6:40         |
| Общая длительность: | Общая длительность:        | 62:46        |

## Участники записи
| Paradise Lost - Ник Холмс — вокал - Грег Макинтош — ведущая гитара - Аарон Аэди — ритм и акустическая гитара - Стив Эдмондсон — бас - Мэтью Арчер — ударные и перкуссия Приглашённые музыканты - Эндрю Холдсворт — клавишные - Дениз Бернар — сессионный женский вокал | Производственный персонал - Продюсер и звукорежиссёр — Саймон Ефими - Микширование — Саймон Ефими и Пит «Pee Wee» Колман - Инженер микширования — Пит «Pee Wee» Колман - Помощь — Эндрю Холдсворт - Ассистенты — Пол Никсон и Сэлли Батлер - Мастеринг — Geoff Pesche в Townhouse Studios - Дизайн и художественное руководство — Stylorouge - Фотографии — Мэт Анкер |

## Интересные факты
Японская компания бытовой электроники Clarion использовала песню «Embers Fire» для телевизионной рекламы. В короткометражном фильме показан человек каменного века, который встречает кабриолет-BMW. Он запрыгивает в машину и включает в ней магнитолу, из которого звучит эта песня.

Ну что ж, мы и так в дневную телепрограмму входим. Мы, во всяком случае, криво посмеялись друг над другом!— Из интервью с Ником Холмсом для журнала Rock Hard, 2004 год
Позже компания Clarion также выступила в качестве спонсора тура в поддержку альбома Draconian Times.

## Чарты
| Чарт (1993)                | Позиция в чартах |
| -------------------------- | ---------------- |
| Нидерланды (Album Top 100) | 80               |
| Германия (Media Control)   | 31               |